# くわがたみほ
くわがた みほは日本の女性声優。主にアダルトゲームに声をあてている。

## 出演作品
太字は主役・メインキャラクター

### ゲーム

#### 2007年
- 姉ハメっ!（園田零香）[1]
- 口唇包柔 〜うさみみ調教 白く濡れる女体たち〜（秋山沙織）[2]
- 風輪奸山「この身幾たび汚されようとも……」（ひさめ）[3]
- 不法挿入 〜生簀の住人〜（篠山瑞乃）[4]
- 汗濡れ少女 美咲「アナタのニオイでイッちゃう!」（篠崎香織）[5]

#### 2008年
- 学園催眠隷奴 〜さっきまで、大嫌いだったはずなのに〜（藍原晶）[6][7]
- 凌辱セレブ妻 〜屈辱!! 肉奴隷への堕落〜（道明寺凛子）[8]

#### 2009年
- 愛娘という名の玩具（五藤紅子）[9]
- このままじゃ、姉とSEXしてしまう!? -あれ、弟よ、いま中でださなかった?-（春日あやめ[10]、春日あさがお[11]）
- 主治医の淫謀（東堂綾妃）[12]
- 美脚エージェント・麗華「くやしい! こんな卑怯なヤツに負けるなんて…」（ミネルバ、レッドアイ）[13]
- 姫狩りダンジョンマイスター（ディアドラ）[14]

#### 2010年
- 邪!! ぱんでみっく（コックリさん[15]、二宮金次郎[16]）
- それいゆ -PREMIE`RE-（音無歩未）[17]

#### 2011年
- 虐襲4（トルク・ジョイス）[18]

#### 2012年
- Monsters Survive 〜負ければモンスターに生殖される〜（エルマ）[19]

#### 2013年
- GEARS of DRAGOON 迷宮のウロボロス（エレンディア・ヴェイト）[20]